# Blue Moon (film 2025)
Blue Moon è un film del 2025 diretto da Richard Linklater.

## Trama
New York, 31 gennaio 1943. La prima di Oklahoma! a Broadway corona il successo di Rodgers e Hammerstein, costringendo Lorenz Hart, il vecchio collaboratore di Richard Rodgers, ad affrontare i propri demoni.

## Produzione
Nel giugno 2024 è stato annunciato che Richard Linklater avrebbe diretto un biopic su Lorenz Hart con Ethan Hawke (già suo collaboratore in altri otto film) nel ruolo del protagonista. Nello stesso mese è stata confermata la presenza nel cast di Margaret Qualley, Bobby Cannavale ed Andrew Scott. Le riprese principali sono iniziate a Dublino nel luglio 2024 e sono terminate nel settembre successivo.

## Distribuzione
Il film è stato presentato in anteprima mondiale il 18 febbraio 2025, in concorso alla 75ª edizione del Festival internazionale del cinema di Berlino. La distribuzione nelle sale statunitensi è prevista per l'ottobre seguente.

## Riconoscimenti
- 2025 – Festival internazionale del cinema di Berlino
  - Orso d'argento per la miglior interpretazione da non protagonista per Andrew Scott
  - In concorso per l'Orso d'oro
  - In concorso per il Teddy Award[5]